# KkStB-Tenderreihe 30
Die kkStB-Tenderreihe 30 war eine Schlepptenderreihe der kkStB, deren Tender ursprünglich von der Prag-Duxer Eisenbahn (PDE) stammten.
Die PD beschaffte diese Tender 1872 bis 1883 von Ringhoffer in Prag-Smichov für ihre Lokomotiven.
Die kkStB ordnete die Tender als Reihe 30 ein.
Die Tender blieben immer mit den Lokomotiven der ehemaligen PD gekuppelt.